# Wilhelm Amsinck (Bankier)

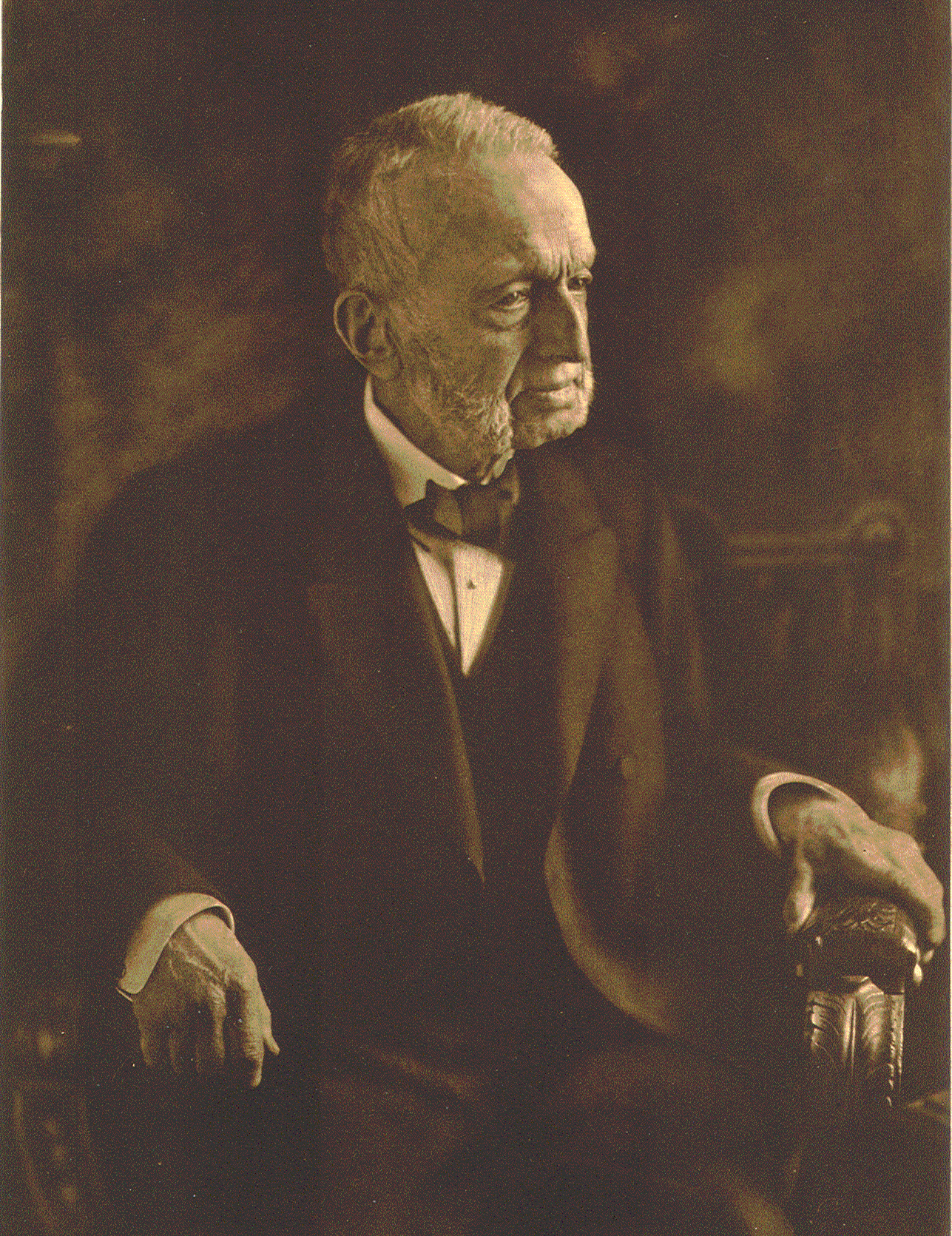
Wilhelm Amsinck (um 1905)

Wilhelm Amsinck (* 31. Juli 1821 in Hamburg; † 8. April 1909 ebenda) war ein deutscher Kaufmann in Hamburg und Mitbegründer der Vereinsbank Hamburg.

## Leben

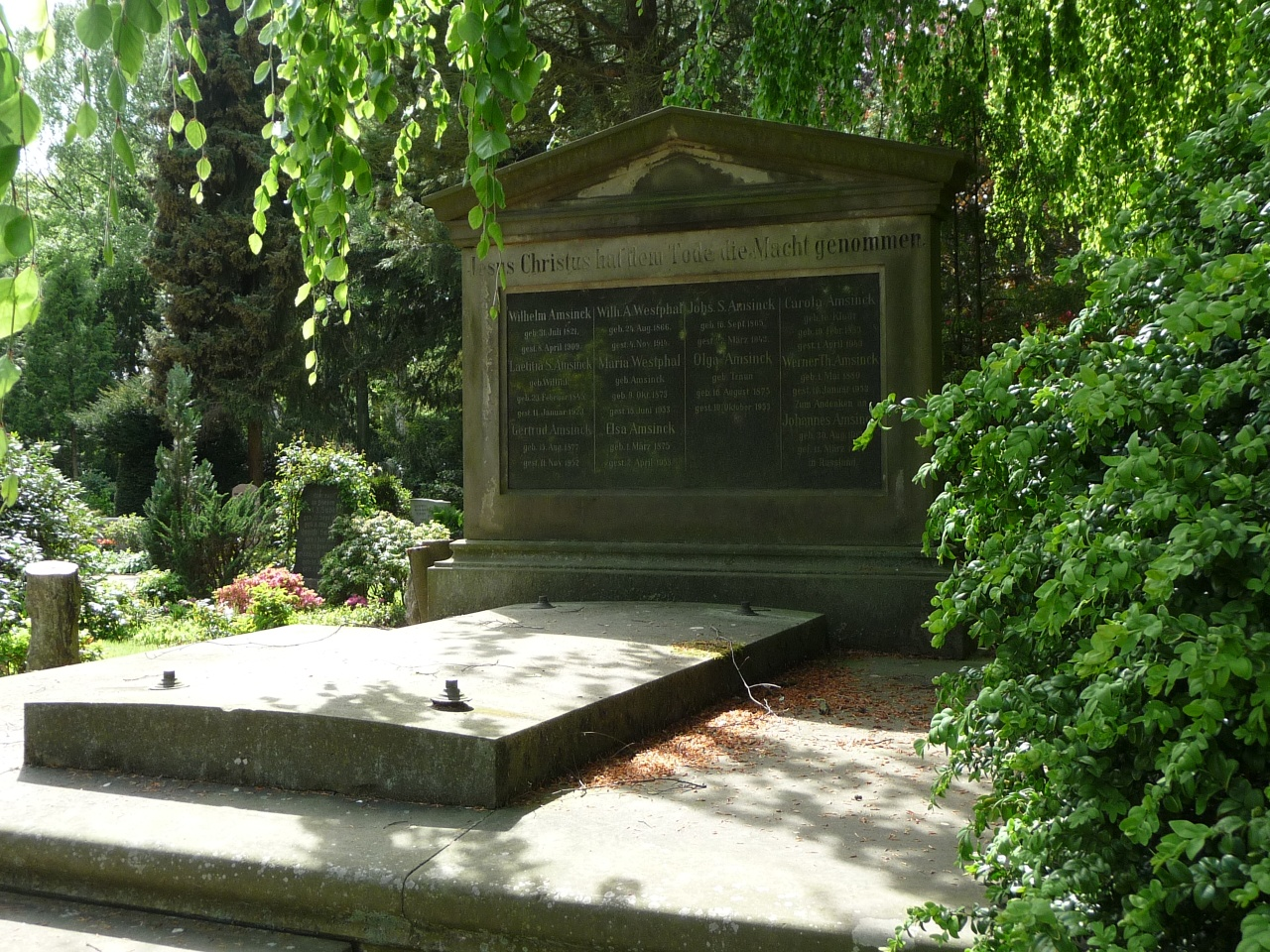
Grab von Wilhelm Amsinck auf dem Alten Niendorfer Friedhof

Wilhelm Amsinck entstammte der seit dem 16. Jahrhundert in Hamburg ansässigen Hanseaten-Familie Amsinck. Der Bürgermeister Wilhelm Amsinck war sein Großvater, sein Vater Johannes Amsinck war Alleininhaber des Handelshauses Johannes Schuback & Söhne, das vor allem im Handel mit Portugal und dessen Kolonien engagiert war. In dieser Gesellschaft begann auch Wilhelm jr. seine kaufmännische Lehre, erweiterte seine Kenntnisse in Brasilien und London und wurde 1849 schließlich Teilhaber im väterlichen Unternehmen. Seine Brüder Erdwin und Gustav ließen sich in den USA nieder und erschlossen dort neue einträgliche Handelsbeziehungen.
1856 war Wilhelm Amsinck Mitbegründer und Verwaltungsratsmitglied der Vereinsbank Hamburg, auch gehörte er dem Aufsichtsrat der Berlin-Hamburger Eisenbahngesellschaft an. 1857 wurde er zum Richter am Handelsgericht gewählt, 1861 zum „Bankbürger“. Ab 1850 war er zudem portugiesischer Honorarkonsul, ab 1865 ehrenamtlicher Generalkonsul. Von 1871 bis 1884 gehörte Amsinck dem Aufsichtsrat der Hypothekenbank in Hamburg an.
Für seinen Landsitz in Lokstedt ließ sich Amsinck 1868–1870 von dem Hamburger Architekten Martin Haller ein repräsentatives Haus errichten (bekannt als Amsinck-Villa), ein Teil des dazugehörigen englischen Landschaftsgartens wurde nach 1956 zum öffentlichen Amsinckpark.

## Familie
Amsinck heiratete am 28. Mai 1857 Emily Henriette Willink (14. März 1840 – 27. März 1858), eine Tochter von Carl Heinrich Willink. Amsinck heiratete in zweiter Ehe am 7. November 1863 die Schwester seiner verstorbenen Frau, Laetitia Sophie Willink. 
Seine Tochter aus erster Ehe Emily Henriette (2. März 1858 – 24. Dezember 1931) heiratete am 17. Mai 1877 Johann Heinrich Burchard. Seine Tochter aus zweiter Ehe Laetitia Elisabeth (1864–1945) heiratete den Inhaber von Brahmfeld & Gutruf, Eduard Gutruf Moll (1863–1947). Seine Tochter aus zweiter Ehe Olga Susanne (1884–1975) heiratete den Kaufmann und späteren Mitinhaber des familieneigenen Unternehmens Johannes Schuback & Söhne, Max Hero Steinle (1881–1967). 
Wilhelm Amsinck Burchard-Motz war sein Enkel. Die Linguistin und freie Autorin Jule Philippi war seine Ururenkelin.